# Palaeorhiza basilura
Palaeorhiza basilura är en biart som beskrevs av Cockerell 1910. Palaeorhiza basilura ingår i släktet Palaeorhiza och familjen korttungebin. Inga underarter finns listade i Catalogue of Life.